# Vincenzo Florio
Vincenzo Florio Jr. (18 de marzo de 1883-6 de enero de 1959) fue un empresario italiano, heredero de la acaudalada dinastía de los Florio, una de las familias más ricas de Italia durante el final del siglo XIX. Entusiasta del automóvil, es conocido por ser el fundador de la carrera Targa Florio.

## Primeros años
Florio era el hijo  del senador del Reino de Italia, Ignazio Florio, y de la baronesa Giovanna D'Ondes Trigona. Nació en Palermo, y fue bautizado con el mismo nombre que su abuelo, Vincenzo Florio Sr. (1799-1886) que fundó la compañía Florio, dedicada a la comercialización de vino y especias. Su hermano mayor era Ignazio Florio Jr.
Poco inclinado a los negocios, disfrutaba viajando, siendo un visitante asiduo de París, Niza, Montecarlo y Cannes. Las embarcaciones de lujo eran una de sus pasiones: la familia fue propietaria de cinco yates. En 1909 se casó con la princesa Annina Alliata di Montereale, que fallecería víctima de una epidemia de cólera en 1911. Un año después, Florio se casaría en segundas nupcias con la francesa Lucie Henry de Épernay.

## Carrera

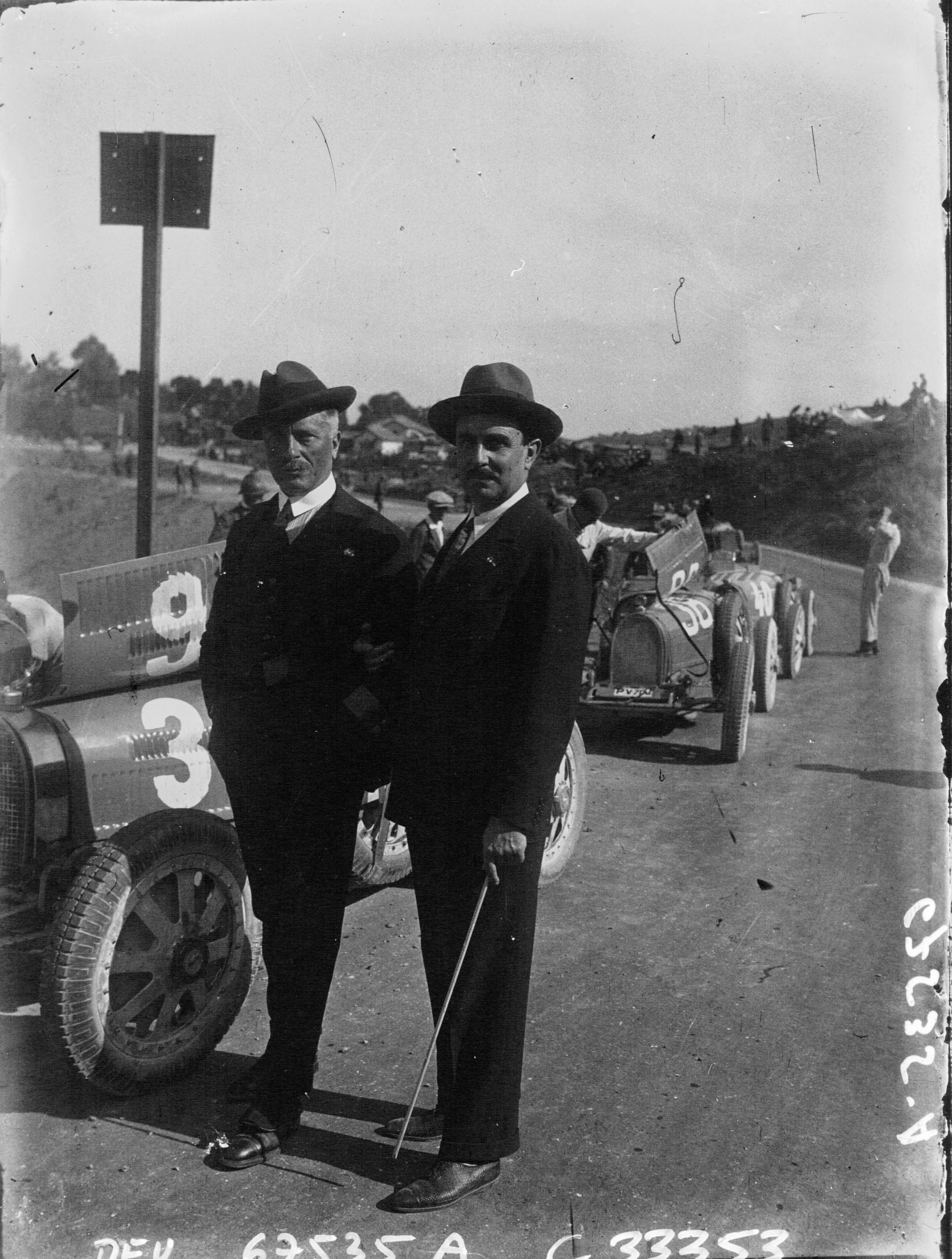
Florio y Mercanti en la Targa Florio de 1929

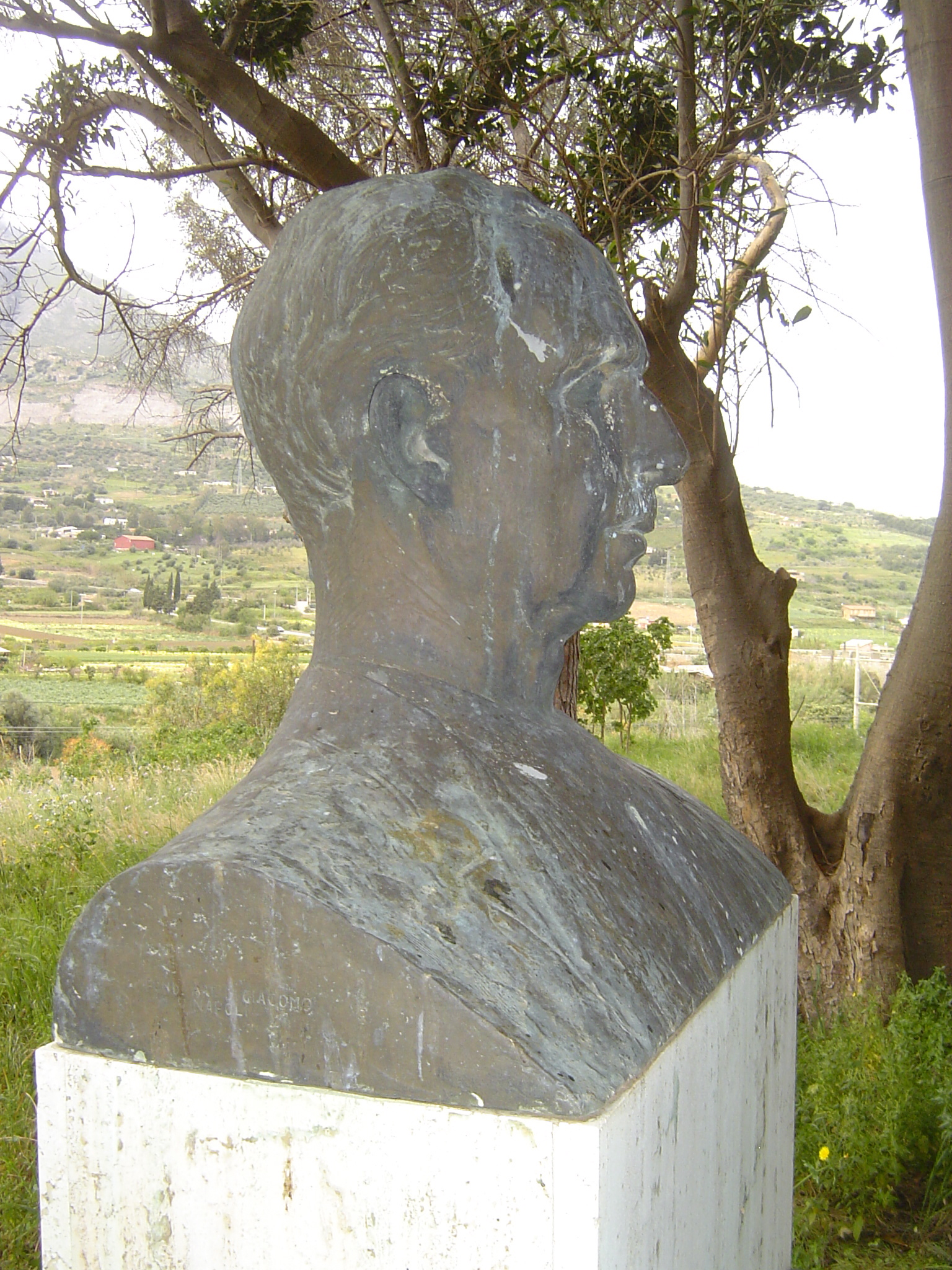
Busto De Vincenzo Florio, localizado entre las gradas del complejo Targa Florio

Entusiasta del automóvil,  puso las bases financieras y técnicas para el inicio de la "Semana de Motor de Brescia", en Lombardía. En la carrera de 1904, Florio había alcanzado el tercer puesto, y financió generosamente la prueba de 1905, que fue rebautizada como Copa Florio. Donó 50.000 liras y una Copa para el ganador.
Su logro más perdurable fue la creación de la carrera Targa Florio en 1906, basada en su rivalidad con James Gordon Bennett, Jr. y con Henri Desgrange. La prueba se acabó convirtiendo en un imprescindible acontecimiento internacional en el mundo de las carreras automovilísticas. Artistas renombrados, como Alexandre Charpentier y Leonardo Bistolfi fueron encargados del diseño de las medallas para los vencedores, y  se fundó la revista Rapiditas, con el propósito de ensalzar el mito de la velocidad de la vida moderna utilizando fotografías de la carrera.
Como piloto de carreras se adjudicó la Targa Rignano (Padua-Bovolenta) en 1903, competición nombrada en honor del Conde Rignano. El nombre de esta carrera le sirvió de inspiración para elegir el nombre de su prueba, la Targa Florio. Así mismo, fue propietario de un equipo de competición, que contó como piloto con Felice Nazzaro (al que fichó desde Fiat), quien había ganado la Targa Florio en 1907. En 1913 Vincenzo Florio fundó el Club del Automóvil de Sicilia, siendo su presidente durante muchos años.

## Muerte
Florio murió en la localidad francesa de Épernay. Está enterrado en la capilla familiar, en el cementerio de Santa Maria di Gesù de Palermo.

## Conmemoración
- Florio también era aficionado a la pintura.[4] La exposición "Vincenzo Florio – Un gusto para la modernidad",  organizada en Palermo en 2003, exhibió sus trabajos.